# 青岛造船厂 (德国)

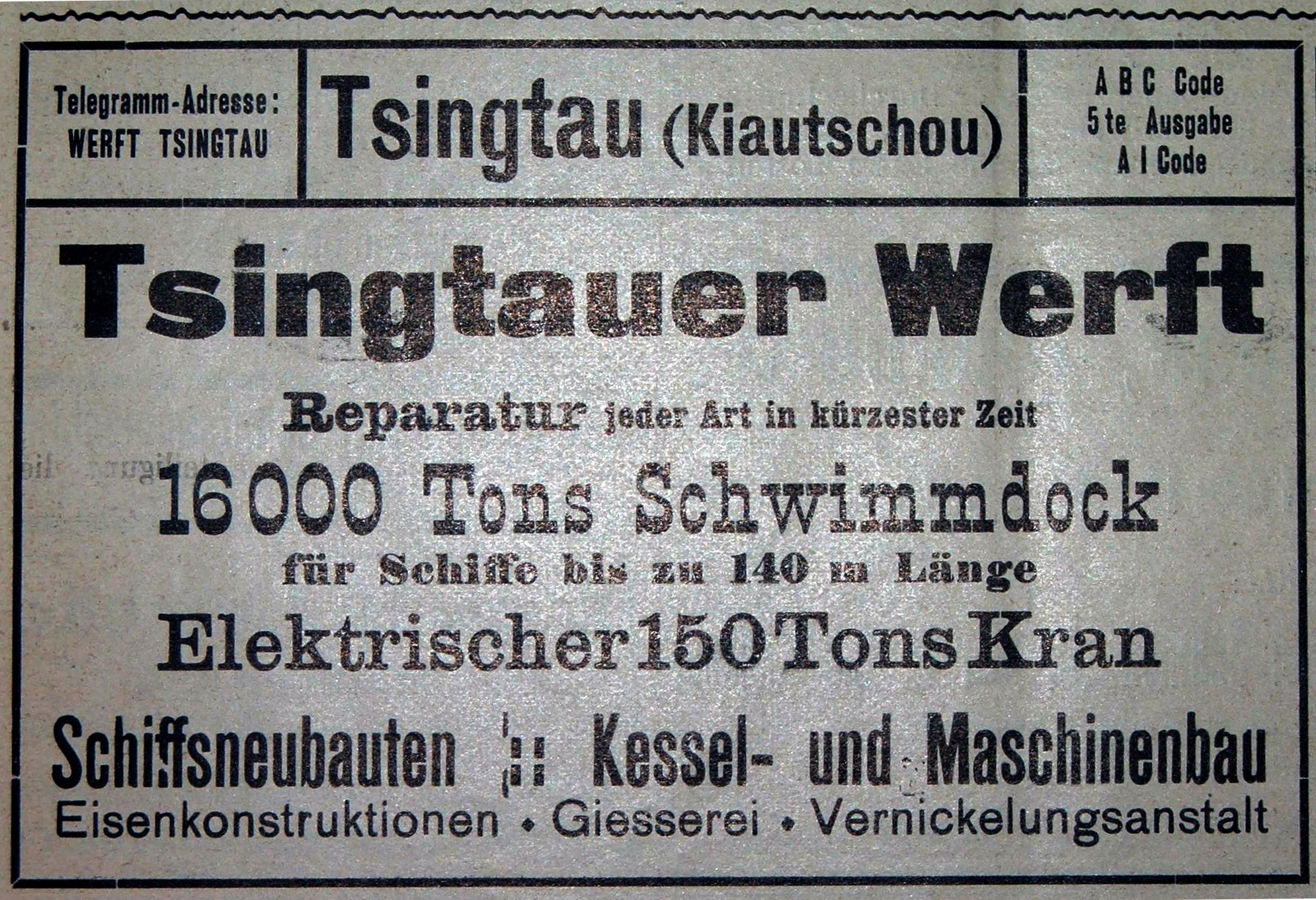
青岛造船厂于1913年的杂志广告

青岛造船厂（德語：Tsingtauer Werft），1900年至1914年间德属胶州湾租借地的一家官办造船厂，青岛北海造船厂的前身。

## 历史

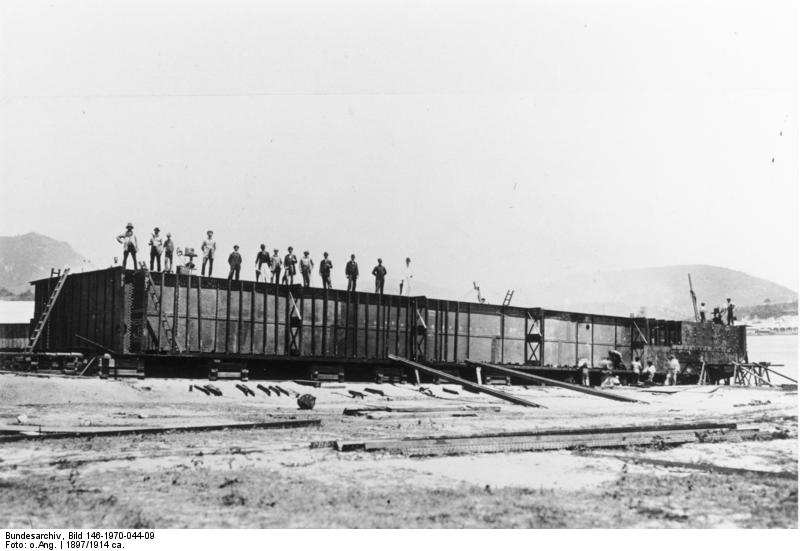
正在搭建浮船坞的青岛造船厂

1897年11月14日，德国出兵占据胶澳地区。1898年3月6日，德國与清政府签订《胶澳租借条约》，德国殖民当局将青岛规划为远东自由贸易港和军事基地，因此起初便有计划发展胶澳的船舶工业。总督府从1899年开始便与克虏伯等德国本土私营大公司、大企业接触，希望他们到胶澳投资建厂，但并未得到这些大企业的积极响应，不得已开始筹划由总督府建立官办船厂。1900年开办的官办船厂最初仅为修船所，称“水师工务所”，厂址位于今莱阳路8号院内，后改名为“船坞工艺厂”。1901年，船厂在大港入海口处（今五号码头）另建新厂区。期间，德国机械工程师弗朗茨·奥斯特于1899年开始在青岛开办工厂，经营加工、铸铁等业务，并于1902年10月9日建成了青岛历史上的第一艘蒸汽船。
1903年11月，船坞工艺厂在青岛大港五号码头开工建造16000吨钢质浮船坞（活动船坞），造价600余万元（约合200万马克），所用钢材和机械设备为德国进口，主要施工建造则由中国工人承担。1905年10月12日，浮船坞建成交付使用，造价600余万元，浮船坞长125米、外宽39米、内宽30米、深13米，大中型船舶可进坞修理。该厂增加了相应的配套设备，修造船规模扩大。浮船坞是按照东亚当时沿海航行中最大船舶设计的，由紧密相连的5个部分组成，所有机器均用电力操作，坞内设有电动水泵10座，水舱8个，每个水舱有电动水门1座，坞首设有两台能起吊20吨重物的电动起重机。该浮船坞仅需30人操作便可浮起在坞船只，可举起3万吨的船只，为亚洲当时第一大浮船坞。该浮船坞可容145米长、万吨级以上的船舶，主要用于船舶修造。青岛造船厂还设有与浮船坞配套使用的150吨起重机。
1907年2月，青岛船坞工艺厂迁址结束，4月1日全部投产交付使用，有工人1117名。1907年7月1日，青岛船坞工艺厂正式命名为“青岛造船厂”。1908年，青岛造船厂工人举行过罢工，虽人数不多，但却是青岛最早的产业工人罢工。因为官办船厂的竞争和挤压，奥斯特于1909年将其工厂出售，其中厂内设备、工具和材料，以及来自海参崴的一份价值26.5万马克的生产破冰船的订单作价98233马克一起卖给了青岛造船厂。
1914年第一次世界大战爆发，在日本侵占青岛前夕，德军将青岛造船厂船厂的重要设施全部破坏，浮船坞于11月3日被德军沉入海底。1914年11月11日，日军侵占青岛，青岛造船厂随后作为德国官办工业被日占当局强行霸占、接管。1915年9月，日军将16000吨浮船坞打捞出水，1916年7月4日，日军用“富士”号军舰将浮船坞劫运到日本佐世堡军港。日占当局将青岛造船厂被德军破坏后剩余的设备迁移到船渠港口工地，改建为港工事务所修船厂，并增建800吨级船台1座，可承担中小型船舶修造工程。

## 后续历史
1922年，日本把青岛主权交还中国。1922年12月10日，港工事务所修船厂收归官办，但日本拒绝了中方提出的归还浮船坞要求，船厂后来改称港工事务所机工厂，生产获得一些恢复。1918年10月，青岛浮船坞被日本海军省借给神户造船厂，作为该船厂的第3船坞使用，后归属三菱神户造船厂，1987年停用，1988年2月解体为废铁处理。1938年日本第二次占领青岛前夕，150吨起重机被中国军队彻底炸毁。
1938年，日本第二次占领青岛，船厂遭受破坏更为严重。抗战胜利后的1946年，该厂被划归青岛港务局，称港务局修船厂。1948年，该厂仅有80余名职工，生产技术力量薄弱。

## 造船
1910年12月，青岛造船厂为清政府海军部建造1艘名为“舞凤”号航海炮舰。该舰为钢质，长38米，宽5.8米，型深3米，排水量220吨，时速15海里，载煤量3吨，载淡水量7吨，装备65毫米火炮两门，可配备官兵26名。该舰为青岛最早建成的海军舰艇。1913年，该船厂为新几内亚建造成两艘排水量104吨的快艇。至1914年，该船厂先后共造船30余艘，其品种有货船、客船、破冰船、驳船、拖船、军用舰船、煤油发动机船以及小艇等，并有少量船舶出口。

## 备注
1. ↑  部分资料会将奥斯特造船厂误为青岛造船厂的起源[4]
2. ↑  一说1914年10月，德军把16000吨浮船坞和150吨起重机沉入海底[5]